# Olban
Olban o Olbà conegut a la història castellana com a comte Don Julián (comes Julianus, català Julià) era el governador de Ceuta (Septem) a l'arribada dels musulmans. No se sap si ho era per compte del rei visigot de la península, pel compte dels romans d'Orient, o era un cap amazic local, però sembla que tenia bones relacions amb els visigots i que simpatitzava amb el partit vitizià, ja que va acollir als fills de Vítiza a Ceuta; els seus descendents porten la nisba d'al-Quti (el Got) si bé això no necessàriament indicaria que fos d'aquest poble.
La seva figura ha estat alterada per la llegenda que el fa responsable de la invasió dels musulmans. Segons l'historiador espanyol Pedro Chalmeta, les fonts àrabs no deixen dubte que el desembarcament de forces àrabs i amazigues a la península sota comandament de Tàriq ibn Ziyad, va comptar amb l'ajuda d'un cap romà d'Orient esmentat en aquestes fonts com «Yulyan», i pels historiadors castellans com Julián. Segons aquestes fonts Yulyan ere el governador romà d'Orient de Ceuta, que junt amb Tànger eren els dos darrers reductes romans d'Orient al nord d'Àfrica. Era de religió cristiana, però del seu origen no se'n diu res i podria ser got, amazic o grec. Hauria estat aliat als reis Ègica (687-700) i Vítiza (702-710), i a la mort d'aquest es va decantar pel seu fill, el pretendent Àkhila II, al qual li disputava el tron Roderic.
Els musulmans haurien ocupat Tànger i només va poder conservar Septem (Ceuta). Va fer de mediador entre Àkhila II i els àrabs, als que el pretendent demanava ajut per combatre la usurpació de Roderic. Olban va aportar ajut als musulmans als que va cedir una flota per travessar l'estret l'estiu del 710, en la ràtzia que Tarif ibn Màlik va dirigir a l'altra banda, i l'abril de l'any següent per un desembarcament més important sota direcció de Tàriq ibn Ziyad, que va culminar a la batalla del Guadalete o la Janda el juliol del 711. Les fonts castellanes parlen del fet que la seva filla Florinda la Cava era a la cort de Roderic a Toledo on havia estat violada pel rei, i va poder alertar al seu pare i aquest, en revenja, va optar per ajudar els àrabs, però aquest relat és considerat llegendari.